# Базилевич Олег Петрович
Оле́г Петро́вич Базиле́вич (6 липня 1938, м. Київ, Українська РСР, СРСР — 16 жовтня 2018, м. Київ, Україна) — радянський та український футболіст і тренер. Прославився як нападник київського «Динамо» 1960-х рр. У ранзі тренера утворив славетний тандем з Валерієм Лобановським у 1974—1976 роках. Ініціатор застосування новітніх наукових методик під час тренувального процесу. Очолював науково-дослідний центр клубу «Динамо» (Київ). Майстер спорту СРСР, заслужений тренер СРСР. Заслужений тренер України. Кандидат педагогічних наук.

## Ігрова кар'єра
Починав грати у 1952 р. у київській дитячій команді «Будівельник». Вихованець київської ФШМ (Футбольної школи молоді), де грав з 1954 року. Дебютував у складі «Динамо» (Київ) у 1957 році. Відзначався високою швидкістю, технікою володіння м'ячем, чудовою грою у повітрі і м'якою пластикою рухів. Запамятався тим, що часто замикав на дальній штанзі подачі, які виконував Валерій Лобановський. Ці футболісти відзначалися спільним розумінням футболу, після «Динамо» грали разом у «Чорноморці» і «Шахтарі» (Донецьк).

## Тренерська робота
Після закінчення ігрової кар'єри Олег Петрович спочатку пропрацював нетривалий час на кафедрі футболу Київського інституту фізичної культури. Починав тренерську діяльність у «Десні». Прийнявши її у розпалі сезону-69, зумів вивести із зони «вильоту» в клас «Б», а до наступного чемпіонату підготував цілком конкурентоспроможну для другої групи класу «А» команду. У кінці сезону-70 уже підбирав футболістів під нове завдання — поборотися за путівку в створювану тоді першу всесоюзну лігу. Але громом серед ясного неба стала звістка про рішення нового керівника області розформувати «Десну». Потім тренував команду другої ліги «Шахтар» (Кадіївка). У 1973 був запрошений тренувати «Шахтар» (Донецьк). Новий тренер вивів гірників до вищої ліги і в сезоні 1973 р. досяг чудового результату — 6 місце у вищій лізі СРСР.

Могила Олега Базилевича, Байкове кладовище

Після завершення сезону 1973 Валерій Лобановський, зайнявши пост головного тренера «Динамо» (Київ), запросив до Києва колишнього товариша по команді. Офіційно Базилевич був начальником команди, а Лобановський — головним тренером, але усі питання вони вирішували спільно і ділили відповідальність за результат. Саме Олег Базилевич став ініціатором запрошення до клубу науковців з фізичної підготовки. Розробляв програму фізичної підготовки гравців Анатолій Зеленцов — науковець, який співпрацював із Базилевичем ще коли той очолював «Шахтар». Добре спланована робота і хороший підбір гравців швидко дали результат — титули чемпіона СРСР 1974, 1975 та Кубок володарів кубків 1975.
Керівництво радянського футболу призначило дует Лобановський-Базилевич наставниками національної збірної Радянського Союзу, але після вильоту в 1/4 Кубка Європи та лише третього місця на Олімпіаді-1976 їх відсторонили від роботи зі збірною. Почалися конфлікти і у клубі — деякі футболісти нарікали на надмірні фізичні навантаження. Базилевич у кінці 1976 р. залишив «Динамо» (Київ).
У 1977-78 рр. був наставником «Динамо» (Мінськ), в 1979 р. — «Пахтакора» (Ташкент). Того року весь основний склад узбецької команди розбився у авіакатастрофі, але Базилевичу дуже пощастило — його не було на борту, бо у той день наставник відлучився, щоб відвідати дружину і сина, які відпочивали у Сочі.
Після «Пахтакора» тренував ЦСКА (Москва), «Зорю» (Луганськ), працював у «Славії» (Софія, Болгарія), олімпійській збірній Болгарії та кувейтських командах.
У 1993—1994 рр. очолював національну збірну України з футболу.
В останні роки життя Олег Базилевич боровся з хворобою Паркінсона. 16 жовтня 2018 року, вдень, помер у Києві. Похований на центральній алеї Байкового кладовища (ділянка № 42а, 50°25′17.44″ пн. ш. 30°30′27.51″ сх. д. / 50.4215111° пн. ш. 30.5076417° сх. д.).

## Титули та досягнення

### Ігрові
- Чемпіон СРСР: 1961
- Віце-чемпіон СРСР,1960.*
- Володар Кубок СРСР: 1964
- у списку «33 найкращих» — 6 разів°• 1962-64,
- кандидат до олімпійської збірної СРСР(провів близько 10 контрольних матчів)
- приз за найкрасивіший гол (1964).

### Тренерські
- Чемпіон СРСР: 1974, 1975
- Кубок СРСР: 1974
- Кубок володарів кубків: 1975
- Суперкубок УЄФА: 1975